# Neotrichia charrua
Neotrichia charrua är en nattsländeart som beskrevs av Angrisano 1984. Neotrichia charrua ingår i släktet Neotrichia och familjen smånattsländor. Inga underarter finns listade i Catalogue of Life.